# رودانته آنته‌مویدس
رودانته آنته‌مویدس (نام علمی: Rhodanthe anthemoides) یکی گونه از  گیاهان پایا از خانوادهٔ کاسنیان است. این گیاه بومی کشور استرالیا است.

## رقم‌ها
- 'Anna Star'[۱]
- 'Chamomile Cascade'[۱]
- 'Milky Way'[۱]
- 'Paper Baby' - -یک رقم با جوانه‌های قرمز
- 'Paper Cascade' آبشار کاغذی -یک رقم با جوانه‌های قرمز
- 'Paper Moon' ('Rhomoon')
- 'Paper Star' - نوع فشرده
- 'Paper Trail' ('Rhotrail')[۱]
- 'Southern stars'[۱]
- 'Sunray Snow'[۱]